# Dunmore East
Dunmore East (iriska: Dún Mór) är en ort i republiken Irland.   Den ligger i grevskapet Waterford och provinsen Munster, i den sydöstra delen av landet, 140 km söder om huvudstaden Dublin. Antalet invånare är 1 559.
Terrängen runt Dunmore East är platt. Havet är nära Dunmore East åt sydost.  Närmaste större samhälle är Waterford, 14,6 km nordväst om Dunmore East. 